# Лентєво (Псковський район)
Лентєво (рос. Лентьево) — присілок в Псковському районі Псковської області Російської Федерації.
Населення становить 18 осіб. Входить до складу муніципального утворення Ядровська волость.

## Історія
Від 2015 року входить до складу муніципального утворення Ядровська волость.

## Населення
| 2001 | 2002 | 2010 |
| ---- | ---- | ---- |
| 26   | ↗32  | ↘18  |